# Линда Мартин
Линда Мартин (рођена 27. марта 1952) је ирска певачица и телевизијска водитељка. Најпознатија је као победница Песме Евровизије 1992. на којој је представљала Ирску са песмом „Why Me?“. Такође је позната у Ирској као чланица бенда Chips.

## Младост и породица
Рођена је у Белфасту 1952. Мартин је ирског, шкотског и италијанског порекла. Презиме породице њеног оца је првобитно било Мартини. Њен прадеда по оцу Франсис Мартини рођен је у Даблину од имигранта из Сарона, северно од Милана. Двоје Мартинових прадеда и прабаба по мајци, Вилијам Грин и Елизабет Ненгл, имали су позадину рударства; прешли су у Белфаст из Ларкала у Шкотској.

## Каријера

### Chips
Мартин је започела своју музичку каријеру када се придружила бенду Chips у Омагху 1969. године. Убрзо су постали један од најбољих бендова у Ирској на концертима и објавили хит синглове "Love Matters", "Twice a Week" и "Goodbye Goodbye" средином до краја 1970-их. Године 1972. Мартин је напустила Chips да би била вокал у новој групи Lyttle People, али се следеће године поново придружила својим бившим колегама из бенда.
Група се појавила неколико пута на британској телевизији промовишући своје синглове, али никада није постигла хит у Великој Британији. Са вишеструким учешћима на ирском националном финалу Песме Евровизије, бенд је наставио до 1980-их. Постигли су последњи ирски хит 1982. са "David's Song", након чега је Мартин отишла када је победила на такмичењу Каслбар песама са "Edge of the Universe" 1983. године. Од овог тренутка концентрисала се на соло каријеру.

### Песма Евровизије
Учествовала је на националном такмичењу четири пута као члан Chips-а; међутим, нису постигли успех. Још четири пута је учествовала на такмичењу као солиста и још једном као део групе 'Linda Martin and Friends'. Са девет учешћа, била је најчешћи учесник у историји националног такмичења. Два пута је победила на такмичењу, а затим је два пута представљала Ирску на Песми Евровизије.
Прва од ових победа била је 1984. године са песмом „Terminal 3“, коју је написао Џони Логан. Песма је заузела друго место у финалу, са осам поена предности. "Terminal 3" је достигао 7. место на ирским листама. Друга победа је била 1992. године када је њена песма "Why Me" (коју је такође написао Логан) освојила финале у Шведској. Ово је постала четврта победа Ирске на Песми Евровизије, а песма је доспела на 1. место на ирској листи и постала хит у многим европским земљама.
Мартин је у то време био један од само три уметника који су завршили и први и други на Евровизији, иза Лиса Асије и Ђиљоле Чинкети . Од тада, само Елизабет Андреасен и Дима Билан су то постигли, повећавши број на пет. Мартин је био први од тројице уметника који су завршили као други први и први други, а тек касније је упарио Билан.

### Позориште
Мартин се такође појавила у пантомими, у Даблину. Глумила је у Пепељуги као Зла маћеха, Снежани као Зла краљица и Робин Худу као саму себе, у Олимпија театру.
Била је на турнеји са ирским забављачем Твинком. Док је био на турнеји, Твинк је описао Мартинову као "п**ку" током једне тираде у мају 2010. Њих двоје су били пријатељи 30 година, али су обојица касније рекли да не планирају поново да разговарају.

## Лични живот
Мартин је био у вези са музичарем Полом Литлом од раних 1970-их до средине 1980-их.